# Komjáthy család

A komjáthi Komjáthy család címere

A komjáthi Komjáthy család egy Abauj-Torna megyéből származó régi köznemesi család. Első kimutatható őse Vid fia Sengve volt aki az 1278-as morvamezei csatában kitüntette magát, ami miatt IV. (Kun) László király birtokadományokban részesítette.

## Története
A Komjáthy család első őse Vid volt, akinek a fia Sengve a morvamezei csatában vitézül harcolt és sebesüléseket szerzett, amiért IV. László király 1283-ban adományul adta neki Komjáti, Mikefalva, Mile és Kupa abaujmegyei birtokokat, melyek Sengve ősi bortokai mellett feküdtek. Sengvétől három nemesi család is eredt, a Kőszegiek, a Nenkeiek és a Komjáthyak. A családot később Nagy Lajos király és Luxemburgi Zsigmond is megerősítette új adományokkal az ősi javaiban.

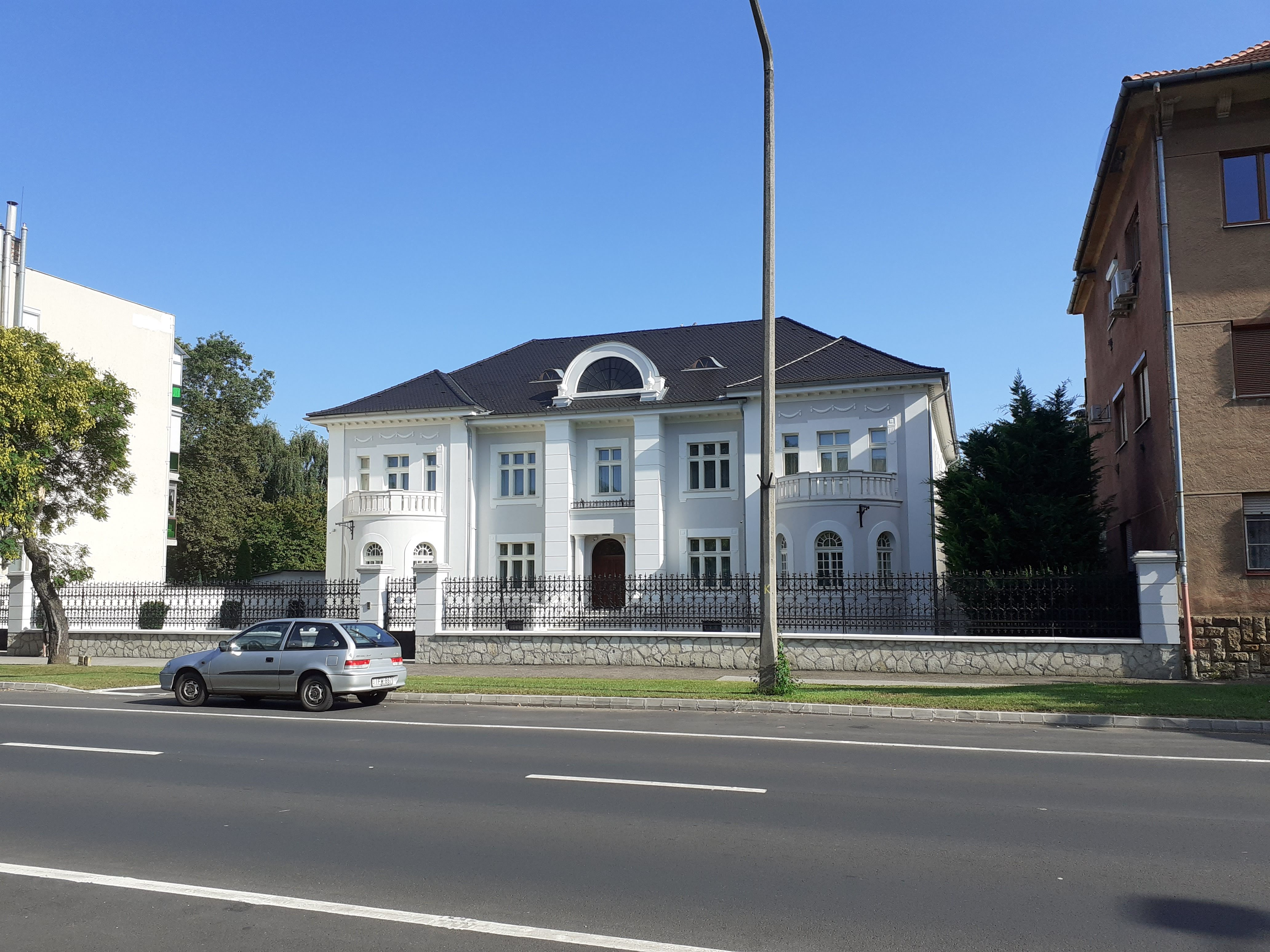
Az egykori Komjáthy-kúria Nyíregyházán.

1415-ben Konstanzban Zsigmond király Kőszegi László udvarnokának és a vele rokon Komjáthy, Nenkei és Thokai családoknak címert adományozott, Kőszegi László Lombardiában és Németországban tanúsított érdemeinél fogva.
A Komjáthy család idővel elhagyta ősi birtokait, ágai az ország több pontját is megtalálhatóak, egyik ága Abaúj-Szántóra költözött. Tagjai közül többen is részt vettek a vármegye igazgatásában.

## A címer leírása
Fekete pajzsláb fölött, melyre alul a középen mankós nyújtvánnyal ellátott vörös pólya van illesztve, kékben lebegő aranyleveles koronából két, cölöpösen egymás mellé állított, könyökkel befelé irányult veres ruhás kar emelkedik ki, egyike balharánt helyezett egyenes pallost, a másik haránt helyezett búzakalász köteget tart; sisakdísz: a pajzs alak; takarók: kék-arany.

## Neves tagok
- Komjáthy Béla: országgyűlési képviselő, politikus, ügyvéd, alispán
- Komjáthy Kázmér: nyíregyházi ügyvéd, szabolcs vármegye tiszteletbeli főügyésze[3]
- Komjáthy Jenő: költő (Nem állapítható meg bizonyosan, hogy ebből a családból származik, ám a nemesi előnév azonos, ami rokonságot feltételez.)